# Olulis puncticinctalis
Olulis puncticinctalis là một loài bướm đêm trong họ Noctuidae.